# Het Laatste Oordeel (atelier van Jheronimus Bosch)
Het Laatste Oordeel is een schilderij afkomstig uit het atelier van de Zuid-Nederlandse schilder Jheronimus Bosch. Het werd voor het laatst gesignaleerd op 9 juli 2003 op een veiling bij Christie's in Londen.

## Voorstelling
Het stelt de Dag des oordeels voor met Christus tronend op de hemelboog. Hij is afgebeeld met zwaard en lelie, symbolen van rechtvaardigheid en barmhartigheid. Daaronder is in een landschap het gevolg van het oordeel van Christus afgebeeld: de scheiding van de uitverkorenen en de verdoemden. De zielen van de uitverkorenen worden door engelen begeleid naar een heuvelachtig landschap links. Het overige deel van het landschap wordt ingenomen door de verdoemde zielen, die door demonen worden belaagd en onder meer worden gebruikt als trekdieren. Helemaal rechts is een brandende helleburcht te zien. Links worden verdoemden geroosterd en gerookt onder het toeziend oog van een kluizenaar.

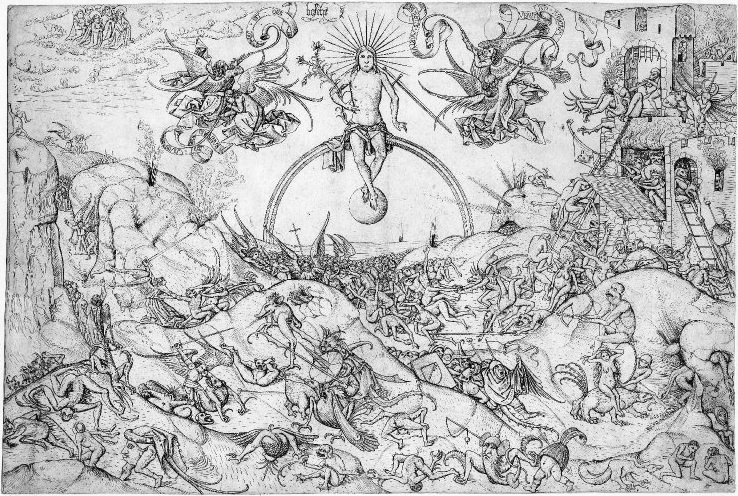
Alaert du Hamel. Het Laatste Oordeel. 1478-1509. Gravure. Verschillende collecties.

Het schilderij vertoont grote overeenkomst met de gravure Het Laatste Oordeel van Bosch' stadsgenoot en vermoedelijke vriend, Alaert du Hamel. Christus troont hier op dezelfde manier tussen vliegende engelen boven een weids landschap met rechts een helleburcht en links een heuvel met uitverkorenen. Wat verschilt is de rol van de engelen. Op de gravure strijden de engelen met de demonen, die zich alleen aan de 'helse' zijde aan hun kwellingen kunnen overgeven. Op het schilderij ontbreekt iedere tussenkomst van de engelen en hebben de demonen vrij spel in hun martelpraktijken.
Veel van de martelingen komen ook voor op andere werken van Bosch, zoals het braden aan het spit en het in werking stellen van een kruikmolen, bijvoorbeeld op het Laatste Oordeel-drieluik in Wenen.

## Toeschrijving
De Duitse kunsthistoricus Max Friedländer publiceerde het schilderij in 1927 als ‘an excellent old copy or studio replica’ (een zeer goede kopie of atelierwerkstuk). Na restauratie schreef hij in een brief aan de toenmalige eigenaar gedateerd 6 augustus 1939 dat hij het nu als authentiek werk beschouwde. Bosch-auteurs Charles de Tolnay en Jacques Combe denken daar anders over. Volgens De Tolnay is het werk van dezelfde schilder als het schilderij Tondalus' visioen in het Museo Lázaro Galdiano in Madrid. Gerd Unverfehrt schrijft het werk toe aan dezelfde meester als van het Laatste Oordeel-drieluik in het Groeningemuseum in Brugge. Deze meester is volgens hem waarschijnlijk identiek aan de ‘discipulo’ (leerling) door Felipe de Guevara genoemd in zijn tekst Comentarios de la pintura.

## Herkomst
Het werk is afkomstig uit de verzameling van de Infante Sebastiaan van Portugal en Spanje (1811-1875) in Madrid. In 1902 werd het gesignaleerd op de Exposition des primitifs flamands et d'art ancien in Brugge als bruikleen van Emile Pacully in Parijs. Op 5 juli 1938 werd het door zijn erfgenamen geveild. In juli 1939 werd het opnieuw gesignaleerd bij kunsthandel Duveen Brothers. Daarna bevond het zich in de verzameling van D.E. Evans in Londen. In 1967 werd het gesignaleerd op de grote Bosch-tentoonstelling in het Noordbrabants Museum als bruikleen van de Prinses Kadjar in Baytown (Texas). Op 21 juni 1968 werd het geveild aan een anonieme verzamelaar. Op 9 juli 2003 werd het door het kleinkind van deze verzamelaar geveild bij Christie's in Londen.

## Tentoonstellingen
Het Laatste Oordeel maakte deel uit van de volgende tentoonstellingen:
- Exposition des primitifs flamands et d'art ancien, Groeningemuseum, Brugge, 15 juni-15 september 1902, cat.nr. 288, p. 108 (als Jheronimus Bosch).
- De eeuw der Vlaamse primitieven, Stedelijk Museum voor Schone Kunsten, Groeningemuseum, Brugge, 26 juni-11 september 1960, cat.nr. 68.
- Flanders in the Fifteenth Century, Art and Civilisation, Detroit Institute of Arts, Detroit (Michigan), oktober-december 1960.
- Jheronimus Bosch, Noordbrabants Museum, 's-Hertogenbosch, 17 september-15 november 1967, cat.nr. 46, p. 158, met afbeelding in zwart-wit (als toegeschreven aan Jheronimus Bosch).